# Dinastia Nanda

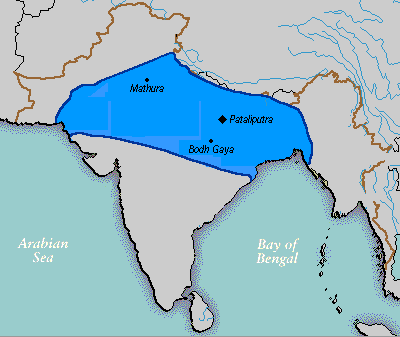
L'imperi nanda en la seva màxima extensió (sota el domini de Dhana Nanda) prop del 323 aC

L'Imperi Nanda es va originar a la regió de Magadha de l'Antiga Índia durant els segles cinquè i quart abans de Crist. En el seu apogeu, l'Imperi Nanda s'estenia des Bengala a l'est, al Panjab a l'oest i pel sud fins a Vindhya L'Imperi Nanda va ser posteriorment conquerit per Chandragupta Maurya, que va fundar l'Imperi Maurya.

## Establiment de la dinastia
La Dinastia Nanda va ser establerta per un fill il·legítim del rei Mahanandin, de l'anterior Dinastia Xixunaga. Mahapadma Nanda va regnar durant 88 anys segons la tradició, per tant, va governar la major part del període d'aquesta dinastia, que va durar aproximadament 100 anys. Aquesta dinastia va ser seguida per la dinastia Maurya.
El primer rei nanda (Mahapadma Nanda) ha estat descrit com el destructor de tot els kxatriyes (la segona casta, dels militars). Va derrotar els pobles pantxales, kashis, haihayes, kalingues, asmakes, kurus, mithiles, surasenes i els vitihotres, etc. Va ampliar el seu territori fins al sud de Dècan.
L'últim rei nanda va ser Dhana Nanda. Plutarc de Queronea diu que Chandragupta Maurya va poder enderrocar Dhana Nanda a causa de la tirania que aquest exercia sobre el seu poble.
La dinastia nanda que va usurpar el tron de la dinastia sísunaga era d'origen baix. Algunes fonts indiquen que el seu fundador, Maja Padma, era fill d'una mare shudra (la quarta casta, dels esclaus); altres afirmen que va néixer de la unió d'un perruquer amb una cortesana (ambdós shudres). Nanda va ser la primera de les dinasties del nord de l'Índia d'origen no kxatriya.
A la dinastia nanda se la descriu de vegades com els primers constructors de l'imperi a l'Índia. Van heretar el gran regne de Magadha i desitjaven ampliar-lo vers fronteres més distants. Per a aquest propòsit van acumular un gran exèrcit que consistia en 20.000 genets, 200.000 soldats d'infanteria, 2.000 carros de guerra i 3.000 elefants. Per contra, Plutarc va estimar que tenia uns 8.000 carros de guerra i 6.000 elefants.
Però els nandes (en aquell temps Dhana Nanda) mai van tenir l'oportunitat d'utilitzar aquest exèrcit contra els indogrecs, que van envair l'Índia, ja que la campanya d'Alexandre el Gran va acabar al Panjab. (Alguns erudits són de l'opinió que Alexandre va limitar la seva conquesta a les planes del Panjab per temor al poderós exèrcit nanda).
Els nandes van realitzar un cobrament metòdic d'impostos per part de funcionaris designats regularment per a tal funció. Les arques del regne van ser omplertes contínuament, l'abundància del Govern nanda era ben coneguda.
Els nandes van dur a terme diversos projectes i canals d'irrigació. La possibilitat d'una estructura imperial basada en una economia essencialment agrària va començar a germinar en la ment de la població índia.

## Final de la dinastia
El desenvolupament dels Nanda fou interromput per Chandragupta Maurya i el seu mentor Chanakya. Dhana Nanda va ser destronat per Chanakia en una batalla, per després ser substituït per Chandragupta Maurya. Finalment, fou assassinat l'any 321 aC, el que finalment va assenyalar l'adveniment de l'Era Maurya.

## Reis de la dinastia
- Mahapadma Nanda c. ¿ 424? -  362 aC?[5]
- Pandhuka
- Panghupati
- Bhuta Pala
- Rastre Pala
- Govishanaka
- Dashasidhaka
- Kaivarta
- Dhana Nanda, o Argames (m. 321 aC